# Hyalyris latilimbata
Hyalyris latilimbata är en fjärilsart som beskrevs av Gustav Weymer 1890. Hyalyris latilimbata ingår i släktet Hyalyris och familjen praktfjärilar. Inga underarter finns listade i Catalogue of Life.